# Mühlenbeck
Mühlenbeck är en ortsteil i staden Mühlenbecker Land i Landkreis Oberhavel i förbundslandet Brandenburg i Tyskland. Mühlenbeck var en kommun fram till den 26 oktober 2003 när den uppgick i Mühlenbecker Land. Mühlenbeck hade 2 471 invånare 1996.